# Stanisław Niedzielski (nauczyciel)
Stanisław Niedzielski (ur. 28 kwietnia 1855 w Jaśliskach) – polski nauczyciel, działacz samorządowy i społeczny.

## Życiorys
Urodził się 28 kwietnia 1855 w Jaśliskach. Był wyznania rzymskokatolickiego. W 1869 ukończył naukę w czteroklasowej szkole ludowej pospolitej w Rzeszowie, a w 1875 IV klasę gimnazjum realnego w Przemyślu. Od 1875 do 1880 służył w c. i k. armii, uczestniczył w okupacji Bośni i Hercegowiny przez Austro-Węgry w 1878/1879, służył w mieście Novi Pazar. Następnie od 1880 do 1883 odbył trzy kursy w C. K. Seminarium Nauczycielskim w Rzeszowie, gdzie w lipcu 1883 uzyskał świadectwo dojrzałości. We wrześniu 1886 uzyskał patent kwalifikacyjny do szkół ludowych pospolitych z językiem wykładowym polskim. Wówczas uzyskał także świadectwo uzdolnienia do nauczania języka niemieckiego, śpiewu i gimnastyki w szkołach ludowych pospolitych. W styczniu 1893 uzyskał patent kwalifikacyjny do szkół wydziałowych z przedmiotów grupy drugiej. W późniejszym czasie odbywał kursy: nauki zręczności (w 1895 w Sokalu) oraz buchalteryjne (w 1897 w Krakowie, w 1905 we Lwowie).
Pracę w zawodzie nauczyciela rozpoczął 1 września 1883 w trzyklasowej szkole w Rymanowie, gdzie pozostawał do 30 września 1883. Następnie od 1 października 1883 do 31 sierpnia 1889 był tymczasowym nauczycielem prowadzącym w jednoklasowej szkole w Zawadce Rymanowskiej, po czym od 1 września 1889 do 31 sierpnia 1892 był tymczasowym nauczycielem kierującym w dwuklasowej szkole w Komańczy. Od 1 września 1892 do 31 sierpnia 1894 był stałym nauczycielem w jednoklasowej szkole w Tyrawie Wołoskiej, zaś w tym charakterze od 1 września 1894 był równolegle nauczycielem przydzielonym w pięcioklasowej etatowej szkole męskiej w Sanoku (kierowanej przez Leopolda Biegę), a po mianowaniu 28 lutego 1898 stałym nauczycielem uczył wyłącznie w tejże szkole w Sanoku, po przekształceniu od 1899 w sześcioklasowej szkole męskiej w Sanoku, a w 1902 został mianowany nauczycielem w trzyklasowej szkole wydziałowej męskiej w Sanoku połączonej z czteroklasową szkołą pospolitą i uczył w niej w kolejnych latach, około 1913 nazwaną imieniem Cesarza Franciszka Józefa. Od 1 września 1913 był tymczasowym dyrektorem szkoły wydziałowej w Sanoku, a dekretem z 27 lipca 1914 został mianowany stałym dyrektorem szkoły wydziałowej męskiej w Sanoku w szkole trzyklasowej z dniem 1 sierpnia 1914. Od lat 90. do 1914 był także nauczycielem w Przemysłowej Szkole Uzupełniającej w Sanoku, w której uczył rachunków, języka polskiego i stylistyki.
Podczas I wojny światowej po tym jak zakończyła się okupacja rosyjska Sanoka i wojska nieprzyjaciela opuściły miasto 11 maja 1915 został mianowany burmistrzem miasta. W trakcie okupacji zmarła jego matka i żona. Ustąpił z tej funkcji po powrocie do miasta formalnego burmistrza Pawła Biedki, przejmującego swoje obowiązki 1 lipca 1915. Przed 1915 otrzymał austro-węgierskie ordery. Na początku 1916, pełniąc funkcję dyrektora szkoły został odznaczony przez cesarza Franciszka Józefa Złotym Krzyżem Zasługi z Koroną na wstędze Medalu Waleczności „za lojalne zachowanie się w czasie pobytu wroga w Sanoku oraz za zasługi oddane wojskowości w czasie swego urzędowania na stanowisku kierownika zarządu miasta”. U kresu wojny, w listopadzie 1918 pełnił funkcję wiceburmistrza Sanoka, a także był radnym miejscowej rady miejskiej i asesorem. Pod koniec tego miesiąca w trakcie wojny polsko-ukraińskiej na dworcu kolejowym w Sanoku odebrał raport od załogi pociągu pancernego „Kozak”, która przybyła do miasta po zwycięskim odparciu Ukraińców w walkach w Ustrzykach Dolnych, co uniemożliwiło nieprzyjacielowi realizację planu zajęcia Sanoka.
Po odzyskaniu przez Polskę niepodległości w latach 20. II Rzeczypospolitej był dyrektorem ww. szkoły wydziałowej (dysponował wówczas egzaminem wydziałowym II grupy), przemianowanej na siedmioklasową Szkołę Męską nr 2 im. Króla Władysława Jagiełły (obie placówki działały w budynku późniejszego II Liceum Ogólnokształcącego im. Marii Skłodowskiej-Curie w Sanoku), a w 1926 został przeniesiony w stan spoczynku. Według wydanej w 1925 opinii inspektora szkolnego powiatu sanockiego, Ludwika Jasińskiego, był nauczycielem zasłużonym na polu oświaty i wychowania publicznego.
W czasie swojej pracy był aktywny na polu branżowym i oświatowym. 30 grudnia 1906 był przewodniczącym na powiatowym wiecu nauczycielskim. 30 marca 1911 został wybrany członkiem komisji rewizyjnej sanockiego koła Towarzystwa Szkoły Ludowej. Pełnił funkcję sekretarza Towarzystwa Korpusów Wakacyjnych w Sanoku i w ramach organizowanych latem korpusów wakacyjnych udzielał się jako wychowawca, przewodnik młodzieży podczas wycieczek i zabaw. W Sanoku udzielał się także w społecznie w innych sferach. Był sekretarzem zarządu kółka rolniczego w Sanoku. Był działaczem Towarzystwa Pszczelniczo-Ogrodniczego w Sanoku, po usamodzielnieniu którego (pod koniec 1906) został wybrany członkiem wydziału, a w 1908 był sekretarzem. Był działaczem, skarbnikiem i członkiem zarządu założonego ok. 1904 Towarzystwa „Eleutria”, propagującego wstrzemięźliwość od napojów alkoholowych, w ramach tej działalności propagował taki tryb życia wśród młodzieży szkoły przemysłowej. Był działaczem sanockiego gniazda Polskiego Towarzystwa Gimnastycznego „Sokół” (stan z lat 1906, 1912, 1920, 1921, 1922, 1924), 20 marca 1907 wybrany zastępcą członka sądu honorowego.
Od około 1890 był żonaty z Marią Michaliną z domu Mszanecką (1870–1915), z którą miał dzieci: Leokadię (1891–1908), Kazimierza Niedzielskiego (1893–1976, lekarz), Marię (ur. 1904, abiturientka seminarium nauczycielskiego). Na początku XX wieku rodzina Niedzielskich zamieszkiwała w Sanoku na Wójtostwie.